# Abdoulrazak Issoufou Alfaga
Abdoulrazak Issoufou Alfaga (* 26. Dezember 1994 in Niamey; Schreibweise des Vornamens auch Abdoul Razak) ist ein nigrischer Taekwondo-Kämpfer in der höchsten Gewichtsklasse Schwergewicht.

## Werdegang

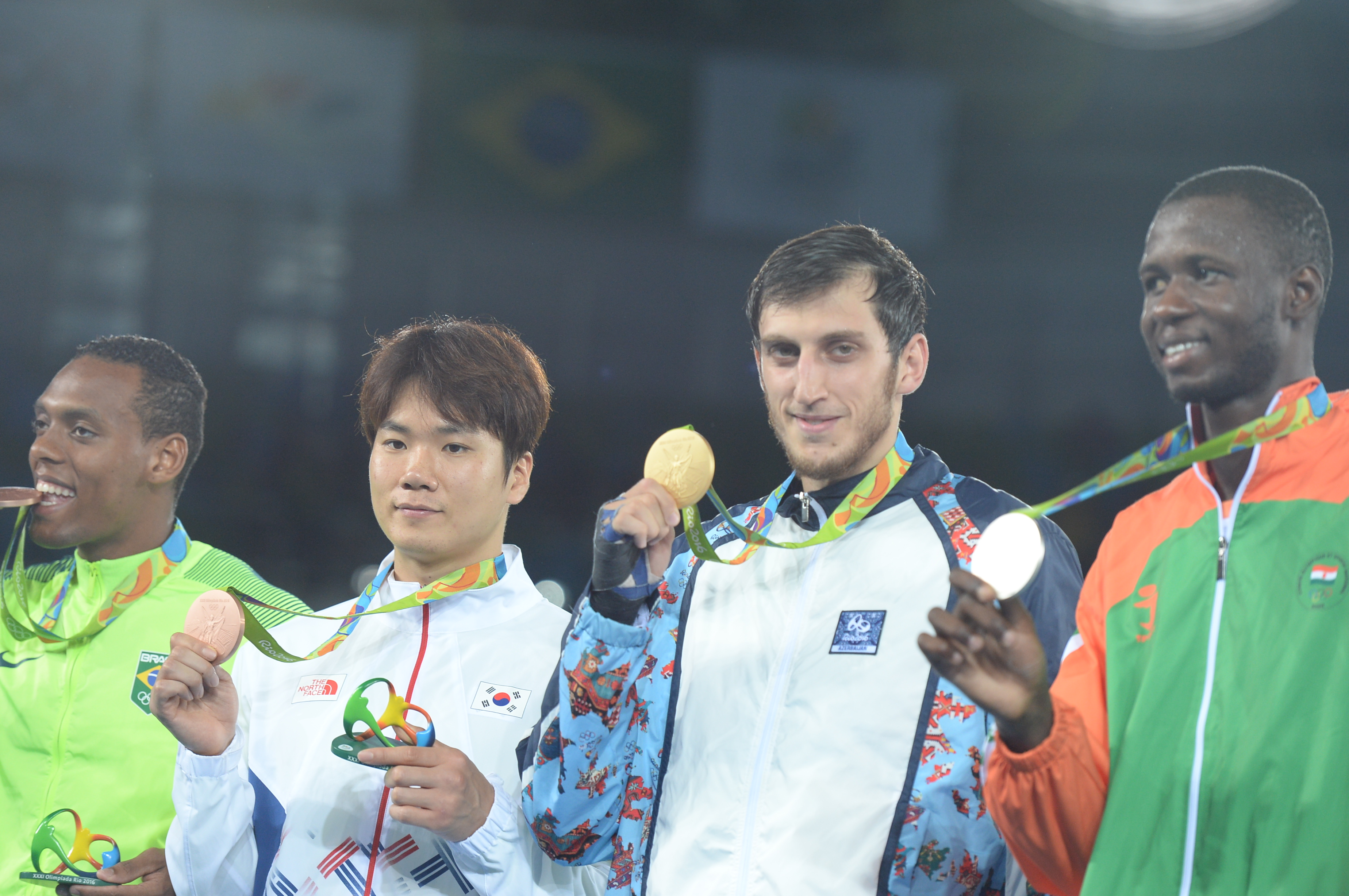
Abdoulrazak Issoufou Alfaga (rechts) mit der Silbermedaille bei den Olympischen Sommerspielen 2016

Abdoulrazak Issoufou Alfaga kam das erste Mal mit Taekwondo in Berührung, als er im Jahr 2001 mit seinen Brüdern einen Taekwondo kämpfenden Cousin besuchte. Der Cousin starb an den Folgen einer Kampfverletzung, woraufhin Issoufou Alfagas Vater seinen Kindern den Sport verbot. Drei Jahre später lebte Issoufou Alfaga im Nachbarland Togo an der Grenze zu Benin bei einem Onkel. Er schrieb sich in einen beninischen Taekwondo-Klub ein. Dort gewann er eine lokale Meisterschaft, schlug jedoch das Angebot aus, sich der Nationalmannschaft Benins anzuschließen. Im Jahr 2009 kehrte er nach Niger zurück.
Er wurde Mitglied des Vereins CHO in Niamey und bekam den Spitznamen Daba Junior nach seinem Vorbild Daba Modibo Keïta. Issoufou Alfaga wurde in weiterer Folge mehrmals nigrischer Taekwondo-Meister. Im Dezember 2011 nahm er in Ouagadougou erstmals an einem internationalen Turnier teil. Im Jahr darauf kämpfte er bei den Taekwondo-Jugendweltmeisterschaften 2012 in Scharm asch-Schaich. Issoufou Alfaga gewann Silber beim Coupe du monde francophone de Taekwondo 2012 in Abidjan und Gold beim Abuja Open 2013 in Abuja. Die Taekwondo-Weltmeisterschaften 2013 in Puebla endeten für ihn ohne Podestplatz. Dafür holte er Silber bei den Taekwondo-Afrikameisterschaften 2014 in Tunis und Gold beim Coupe du monde francophone de Taekwondo 2014 in Dakar. Ebenfalls mit einer Goldmedaille kehrte er von den US Open 2015 in Orlando zurück. Issoufou Alfaga folgte daraufhin dem Rat seines Verbandes, sich nicht mehr an Wettkämpfen in seiner Heimat Niger zu beteiligen, sondern sich ausschließlich auf internationale Turniere zu konzentrieren.
Bei den Taekwondo-Weltmeisterschaften 2015 in Tscheljabinsk schied er als sechzehnter aus und beim Großen Preis von Russland 2015 gleich nach seinem ersten Kampf. Die Afrikaspiele 2015 in Brazzaville hingegen brachten ihm die Goldmedaille ein. Um sein Können zu vervollkommnen, begann Issoufou Alfaga ein mehrmonatiges Training beim Taekwondo Competence Center in Friedrichshafen in Deutschland. Er und das Comité Olympique et Sportif National du Niger hatten große Mühe, die Kosten von 95.000 Euro dafür aufzubringen. Er kämpfte nun für den Verein BSV Friedrichshafen, für den er Gold bei den Austrian Open 2015 in Innsbruck und Silber bei den Croatia Open 2015 in Zagreb holte.
Abdoulrazak Issoufou Alfaga qualifizierte sich im Februar 2016 mit einer Silbermedaille bei der Afrika-Qualifikation in Agadir für die Olympischen Sommerspiele 2016 in Rio de Janeiro. Sein Trainer für die Spiele war der Deutsche Markus Kohlöffel vom Taekwondo Competence Center in Friedrichshafen. Issoufou Alfaga gewann zuvor noch Gold bei den Luxor Open 2016 in Luxor und Gold bei den Belgian Open 2016 in Lommel. Er war der Fahnenträger Nigers bei der Eröffnungszeremonie der Olympischen Spiele 2016 im Maracanã. Issoufou Alfaga musste sich letztlich nur Radik İsayev aus Aserbaidschan geschlagen geben und gewann Silber in der Gewichtsklasse über 80 kg. In der olympischen Geschichte Nigers handelt es sich um die erste Silbermedaille und die zweite Medaille überhaupt, nachdem der Boxer Issaka Daboré bei den Olympischen Sommerspielen 1972 Bronze geholt hatte. Issoufou Alfaga wurde bei seiner Rückkehr nach Niger nach den Olympischen Spielen mit dem Offizierskreuz des Verdienstordens Nigers ausgezeichnet. Im Jahr 2017 wurde er zum ersten UNICEF-Botschafter für Niger ernannt.
Bei den Weltmeisterschaften 2017 in Muju gewann Issoufou Alfaga nach einem Finalsieg gegen Mahama Cho den Titel. Diesmal gemeinsam mit der Schwimmerin Roukaya Moussa Mahamane war er erneut während der Eröffnungsfeier der Olympischen Sommerspiele 2020 der Fahnenträger seiner Nation. 2023 gelang ihm in Accra bei den Afrikaspielen ein weiterer Gewinn einer Goldmedaille. Bei den Olympischen Spielen 2024 in Paris verlor er beide seiner zwei Kämpfe und schied in der Hoffnungsrunde aus.